# 이지선 (성우)
이지선은 대한민국의 여자 성우이다. 2017년에 KBS 공채 42기 성우로 입사하였다.

## 주요 출연작품

### 라디오
오늘의 신문 2부
KBS 무대 (KBS 한민족방송)
- <멋진친구> (여자_할머니)
- <화성행 편도티켓> (여자2)

라디오 극장
- 달리는 남자 걷는 여자  (유정)
- 결혼먼허  (여종업원 ,  미즈5)
- 달빛연인  (기녀,삼월이)

와이파이 초한지 (KBS 라디오)
- <257화> (군사2)
- <265화> (군사3)
- <268화> (군사2)

## 같이 보기
- 한국방송 성우극회